# 2025년 미네소타주 의원 총격 사건
2025년 6월 14일, 미네소타주 주 의원 멜리사 호트먼이 미국 브루클린파크 자택에서 총격으로 암살당했다. 주 하원 민주당 코커스 리더인 호트먼은 남편 마크와 함께 사망했다. 같은 날 아침 일찍, 주 상원의원 존 호프먼과 그의 아내 이벳 또한 인근 채플린 자택에서 총격을 당해 병원에 입원했다. 호프먼 부부 공격에 대응한 경찰은 호트먼 부부 자택을 선제적으로 확인했고, 그곳에서 공격자로 추정되는 남성이 경찰에게 총격을 가했다. 총격범은 현장을 탈출하여 미네소타 역사상 가장 큰 수색 작전을 촉발했다.
당국은 57세의 밴스 루터 볼터를 용의자로 지목하고 하루 뒤 저녁에 그린 아일 (미네소타주)에서 그를 붙잡았다. 그는 살인, 스토킹, 총기 관련 연방 혐의로 기소되었다. 주에서는 볼터를 2건의 2급 살인 및 2건의 2급 살인 미수 혐의로 기소했지만, 헤너핀군 검사 메리 모리아티는 대배심 전 혐의를 1급 살인으로 상향할 의사를 밝혔다.
존 호프먼은 주 민주당 계열의 미네소타 민주농민노동당 소속이며, 멜리사 호트먼 또한 사망 전까지 이 당 소속이었다. 법 집행 기관은 총격 사건이 정치적 동기에 의한 것으로 보고 있으며, 총격범이 낙태 반대 시각에 의해 동기를 부여받았는지 조사하고 있다. 용의자의 차량에서는 낙태 권리 옹호자, 민주당 정치인, 낙태 시술자를 포함한 약 70명의 표적 목록이 발견되었다.

## 총격 사건
연방 검찰에 따르면, 볼터는 2025년 6월 14일 오전 2시(CDT) 직전 호프먼의 집 앞에 도착했다. 볼터는 자신이 경찰관이라고 소리치며 문을 두드렸다. 호프먼 부부가 문을 열자 그는 무기가 있는지 물었다. 존 호프먼은 "당신은 경찰이 아니다"라고 소리치며 볼터를 문 밖으로 밀어내려 했고, 볼터는 "이것은 강도다"라고 대답하며 부부에게 여러 차례 총격을 가했다. 오전 2시 6분, 채플린 경찰은 호프먼의 딸로부터 걸려온 긴급 전화에 응답하여 호프먼과 그의 아내 이벳이 총상으로 부상당한 것을 발견했다. 존 호프먼은 9발의 총상을 입었고, 이벳은 8발의 총상을 입었다. 그들의 조카에 따르면, 이벳은 딸을 총격범으로부터 보호하려다 총을 맞았다.
미네소타주 연방 검사 대리 조지프 H. 톰슨은 볼터가 호프먼의 집을 떠난 후 두 군데의 다른 집으로 갔다고 밝혔다. 볼터는 먼저 메이플그로브에 있는 주 의원 크리스틴 바너의 집으로 가서 문을 두드렸다. 바너는 가족과 휴가 중이어서 집에 없었고 볼터는 떠났다. 다음으로, 그는 뉴호프에 있는 주 상원의원 앤 레스트의 집 근처에 주차했다. 오전 2시 36분, 그가 주차해 있는 동안 경찰관이 볼터와 마주쳤다. 경찰관은 그를 상원의원을 확인하기 위해 파견된 동료라고 생각하고 말을 걸려 했으나, 그는 반응하지 않았다. 경찰관은 지원을 요청하고 레스트의 집으로 갔다. 볼터는 뉴호프를 떠나 브루클린파크에 있는 호트먼의 집으로 갔다.
브루클린파크 경찰관 두 명은 채플린의 동료들로부터 총격 사건 소식을 듣고 선제적으로 호트먼 부부를 확인하러 갔다. 그들은 오전 3시 35분에 호트먼의 집에 도착했다. 그리고 차도에 경찰 차량으로 보이는 것이 서 있는 것을 보았다. 브루클린파크 경찰서장 마크 브룰리는 그 차량이 "SUV 순찰차와 똑같아 보였다"고 말했다.
경찰관들이 집에 도착했을 때, 그들은 나중에 극도로 사실적인 고무 마스크 (노인 변장), 완전한 경찰 제복 (갑옷 포함), 배지, 그리고 표준 경찰 장비를 착용한 것으로 묘사된 사람을 목격했다. 공격자는 총을 꺼내 경찰관들에게 발사했고, 경찰관들도 응사했다. 공격자는 집 안으로 후퇴했고, 경찰관들은 공격자가 집의 열린 문을 통해 마크 호트먼에게 총격을 가하는 것을 목격했다. 경찰은 마크 호트먼을 집 문턱에서 옮겼고, 그는 곧 사망 판정을 받았다. 그 후 드론을 사용하여 집 안으로 들어갔고, 그곳에서 멜리사 호트먼의 시신이 발견되었다. 더 많은 경찰관들이 현장으로 불려와 집을 에워쌌고, SWAT 팀이 도착했다. 그럼에도 불구하고 용의자는 총격전을 벌인 후 도보로 경찰을 피해 도주했다.

### 피해자
주 의원 멜리사 호트먼과 그녀의 남편 마크는 살해당했다. 2005년에 처음 선출된 호트먼은 2017년부터 2019년까지 주 하원 소수당 원내대표를 지냈고, 2019년부터 2025년까지 제61대 미네소타 하원 의장을 역임했다. 주 상원의원 존 호프먼과 그의 아내 이벳은 총격을 당했지만 살아남았으며, 그날 오전 9시 50분까지 수술을 마쳤다. 2012년에 처음 선출된 호프먼은 2017년부터 2020년까지 원내총무를 역임했다. 호프먼 상원의원과 호트먼 하원의원은 주 내 민주당 (미국)의 계열사인 미네소타 민주농민노동당 소속이었다.

## 피의자
밴스 루터 볼터 (1967년 7월 23일 출생)는 미네소타 범죄 수사국에 의해 용의자로 지목되었다.

### 경력
볼터는 식품 서비스 업계에서 일했으며, 세븐일레븐의 총지배인이었던 것으로 알려졌다. 20대 때 국제 관계 학사 학위를 취득한 후, 볼터는 다시 학교로 돌아가 현재는 폐교된 카디널 스트리치 대학교에서 리더십 석사 및 박사 학위를 취득했다. 볼터의 소셜 미디어 계정에는 군사 훈련과 민간 보안 경력이 있다고 주장했지만, NPR은 "법 집행 기관, 군대 또는 민간 보안 분야에서 일한 경력이 없다"는 것을 확인했다. 그의 친구는 볼터가 자신의 삶에 대해 "환상"과 같은 다양한 주장을 했다고 말했다. 그의 민간 보안 회사인 Praetorian Guard Security Services는 그의 집 주소로 등록되어 있었고, 그를 보안 순찰 책임자로 기재했지만, 회사가 고객을 가진 기록은 없다. 회사는 "경찰 유형 차량", 즉 경찰이 사용하는 것과 동일한 SUV 차량을 보유하고 있다고 밝혔다.
볼터의 링크드인 프로필에는 그가 콩고 민주 공화국 (DRC)에 있는 레드 라이언 그룹이라는 회사의 CEO였다고 주장했다. 포브스에 따르면, 그는 DRC에서 사업을 시작한 이후 재정적 어려움을 겪었다. 그와 그의 아내는 또한 리포메이션 미니스트리라는 복음주의 비영리 단체를 운영했는데, 그는 제2차 인티파다 기간 동안 요르단강 서안 지구와 가자에서 "급진 이슬람주의자를 찾아 복음을 나누고 폭력은 해결책이 아니라고 말하려 했다"고 주장했다. 그는 DRC의 한 교회에서 낙태 권리와 트랜스젠더에 반대하는 설교를 여러 차례 했다. 볼터는 2022년 미네소타 아프리카 이민자들을 위한 비영리 단체인 미네소타 아프리카 연합이 주최한 무역 및 투자 세미나에 연사로 참여하기도 했다. 2016년, 그는 당시 미네소타 주지사 마크 데이턴에 의해 60명으로 구성된 무급 자문 위원회인 주지사 인력 개발 위원회에 임명되었고, 2019년에는 팀 월즈 주지사에 의해 4년 임기로 재임명되었다.

### 동기

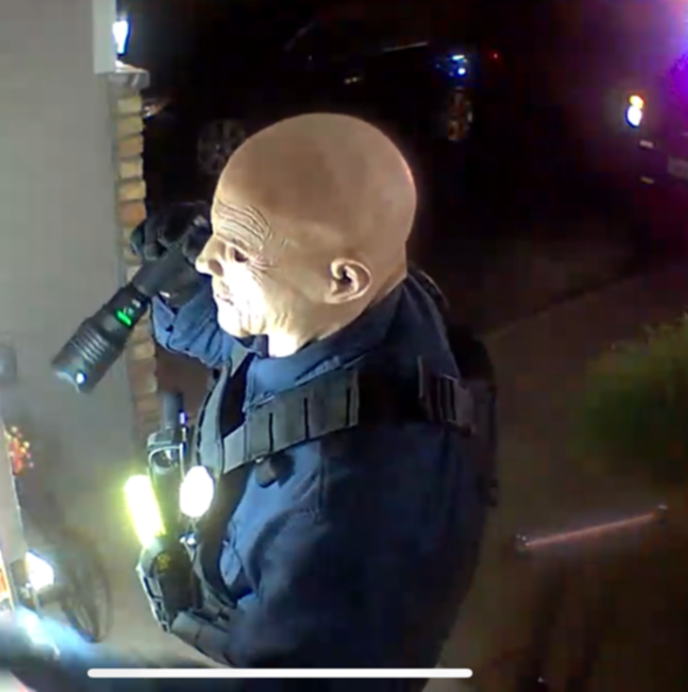
연방수사국이 공개한 호프먼 자택 용의자의 CCTV 정지 영상

법 집행 기관은 암살이 정치적 동기에 의한 것으로 보고 있으며, 총격범이 낙태 반대 시각에 의해 동기를 부여받았는지 조사하고 있다. 볼터는 2000년대 초반 공화당원으로 유권자 등록을 했지만, 2019년 주 문서에는 "정당 선호 없음"이라고 기재했다. 공격 후 볼터의 친구는 볼터가 "도널드 트럼프 대통령에게 투표한 보수주의자였으며 낙태 권리에 강력히 반대했다"고 말했다.
호트먼의 집 차도에 방치된 차량에서는 약 70명의 잠재적 표적이 담긴 목록이 발견되었는데, 여기에는 "낙태 시술자, 낙태 권리 옹호자, 그리고 미네소타를 비롯한 다른 주의 의원들"이 포함되어 있었다. 호트먼과 호프먼의 이름은 이 목록에 올랐으며 월즈, 미국 하원의원 일한 오마, 미국 하원의원 러시다 털리브, 미국 하원의원 힐러리 스콜텐, 미국 상원의원 에이미 클로버샤, 미국 상원의원 티나 스미스, 미국 상원의원 태미 볼드윈, 그리고 미네소타주 법무장관 키스 엘리슨의 이름도 있었다. 총격 당일, 볼터는 친구들에게 "얘들아, 사랑해. 몇 가지 선택을 했는데, 너희들은 아무것도 모르겠지만, 나는 당분간 사라질 거야. 곧 죽을 수도 있어."라고 문자를 보냈다. 경찰은 그의 차량에서 AK 스타일 총기를 발견했다. 경찰은 나중에 그가 권총만 소지하고 있었다고 밝혔다. 경찰은 그의 차에서 "노 킹스" 반트럼프 시위 전단 더미를 발견했는데, 이 시위는 총격 당일에 열릴 예정이었다.

## 수색 및 체포

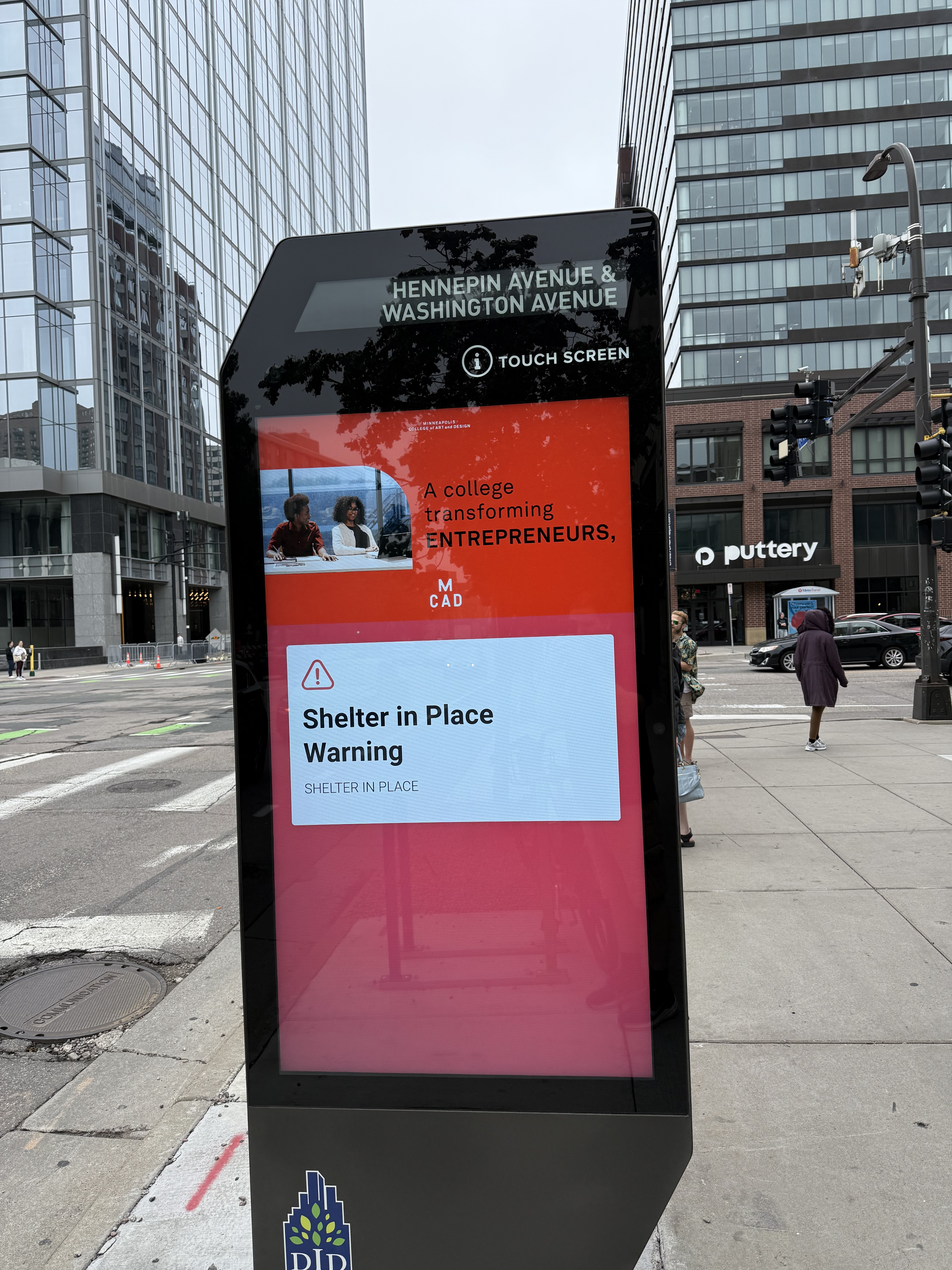
미니애폴리스 시내의 자택 대피 경보

지역 당국은 연방 법 집행 기관의 지원을 받아 총격범을 찾기 위한 수색 작전을 시작했다. 브루클린파크 (미네소타주)에는 자택 대피령이 발령되었다. 용의자가 경찰관을 사칭했기 때문에, 주민들은 두 명의 경찰관이 있지 않는 한 경찰에게 문을 열지 말라는 권고를 받았다. FBI는 그의 체포로 이어지는 정보에 대해 5만 달러의 포상금을 제안했다. 볼터의 이미지가 공개되었는데, 그가 밝은 색의 카우보이모자, 어두운 긴팔 셔츠 또는 재킷, 밝은 색 바지, 그리고 어두운 운동화를 착용하고 있었다.
연방 기소 문서에 따르면, 볼터는 이른 아침에 가끔 살던 미니애폴리스의 아파트로 돌아갔고, 오전 7시경 버스 정류장에서 낯선 사람에게 접근했다. 나중에 경찰에 이 상호작용을 보고한 다른 남성은 볼터에게 자신의 전자 자전거와 뷰익 자동차를 팔기로 동의했고, 두 사람은 거래를 완료하기 위해 현금을 인출하러 은행 지점으로 갔다.
총격 사건 이후, 볼터는 아내와 다른 친척들에게 "아빠는 어젯밤 전쟁에 나갔다"와 "너희들은 근처에 없었으면 좋겠다"는 메시지를 보냈다. 볼터의 아내는 그 후 총격 사건 당일 오전 10시에 법 집행 기관에 구금되어 심문을 받았다. 경찰은 그녀의 휴대전화를 추적하여 오나미아에서 그녀와 부부의 자녀 몇 명을 태운 차량을 불심검문으로 정지시켰다. 법 집행 기관은 그녀의 차를 수색하여 무기, 탄약, 약 1만 달러의 현금, 그리고 그녀와 자녀들의 여권을 발견했지만, 볼터의 여권은 없었다.
6월 15일 일요일 이른 아침, 경찰은 볼터가 사용한 것으로 추정되는 뷰익 차량을 시블리군에서 그린 아일에 있는 그의 집에서 몇 마일 떨어진 곳에서 발견했다. 볼터의 소지품도 발견되었다. 같은 날, 해당 지역 주민이 트레일 카메라로 볼터의 사진을 찍었다. 경찰관들은 드론과 경찰견을 배치하여 1제곱 마일의 수색 구역을 설정했다. 드론을 사용하여 그를 찾아냈고, 그가 빽빽한 관목을 기어가는 것을 추적할 수 있었다. 그날 저녁, 볼터는 미니애폴리스에서 남서쪽으로 약 50 마일 (80 km) 떨어진 들판에서 체포되었다. 그의 체포로 수백 명의 경찰관과 20개 SWAT 팀이 참여한 거의 이틀간의 수색 작전이 종료되었다. 관계자들은 이 수색이 미네소타 역사상 가장 큰 수색 작전이었다고 밝혔다.
볼터는 처음 브루클린파크 경찰에 의해 전 하원의장 멜리사 호트먼과 그녀의 남편 살해 혐의로 2건의 2급 살인죄, 존 호프먼 상원의원과 그의 아내 총격 관련 혐의로 2건의 2급 살인 미수 혐의로 기소되었다. 그는 2025년 6월 16일 연방 법원에 출두하여 총기 살인 2건, 추가 총기 범죄 2건, 스토킹 2건의 연방 혐의로 기소되었다. 출두하는 동안 그는 연방 구금 시설로 이송되었으며, 적어도 2025년 6월 27일 다음 법원 출두 전까지 그곳에 머물게 될 것이다.

## 여파

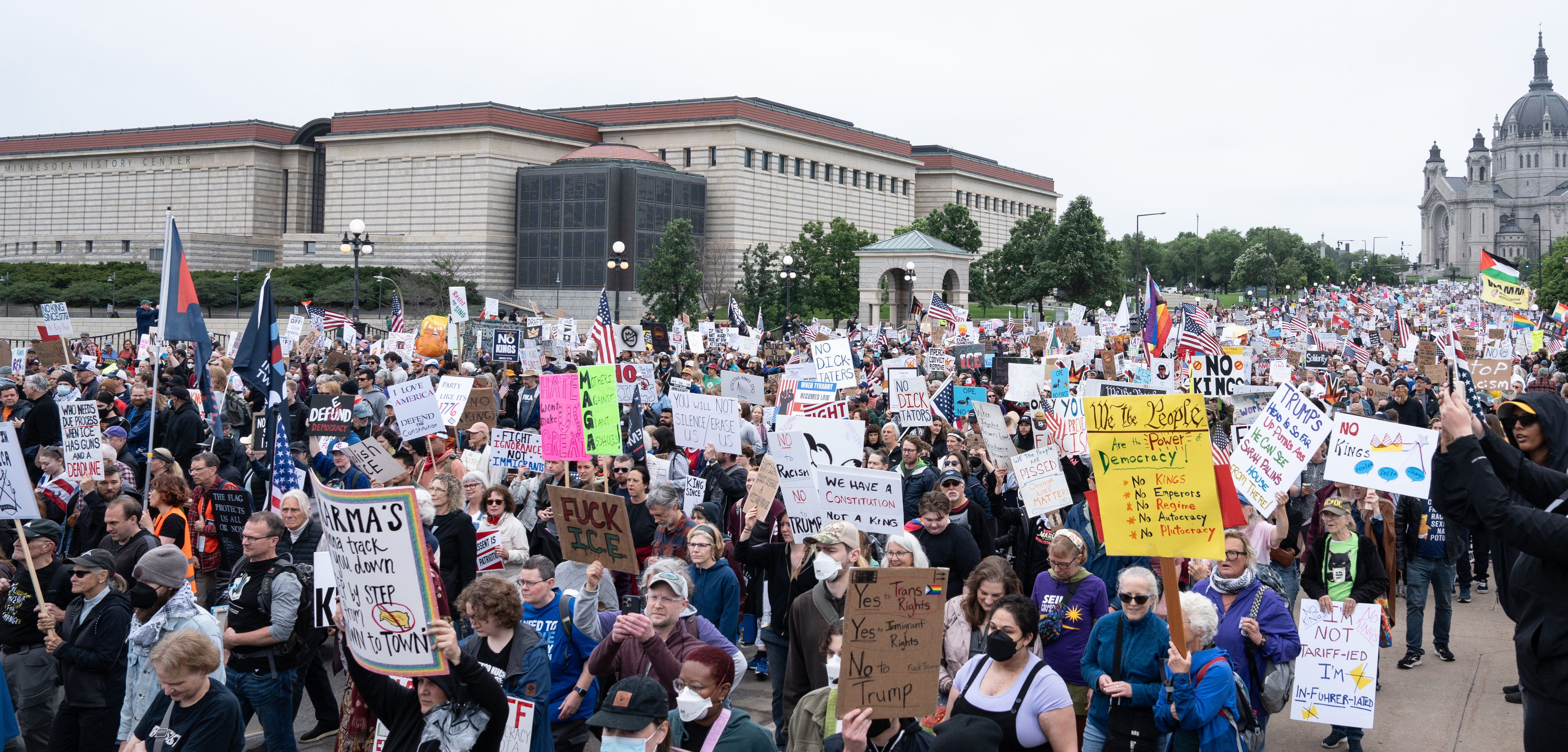
"노 킹스" 시위대가 미네소타 주청사로 행진하는 모습

총격 사건에 대응하여 주지사 사무실은 주 비상 작전 센터를 가동했다. "노 킹스" 시위는 미합중국 육군 250주년 기념 퍼레이드와 도널드 트럼프 2기 행정부의 정책 및 행동에 반대하는 시위가 그날 계획되어 있었다. 미네소타 주 경찰 대변인은 "극도의 주의를 기울여" 그날 예정된 시위에 참석하지 말라고 대중에게 요청했다. 미네소타 "노 킹스" 주최 측은 모든 시위를 취소했지만, 수천 명이 나중에 세인트폴에서 열린 집회에 참석했다.
워싱턴 D.C.에서 하원 소수당 원내대표 하킴 제프리스는 미국 하원 사무국장과 미국 국회의사당 경찰에게 "미네소타 대표단과 전국의 의회 의원들의 안전을 확보해 줄 것"을 요청했다.

## 반응

### 지역

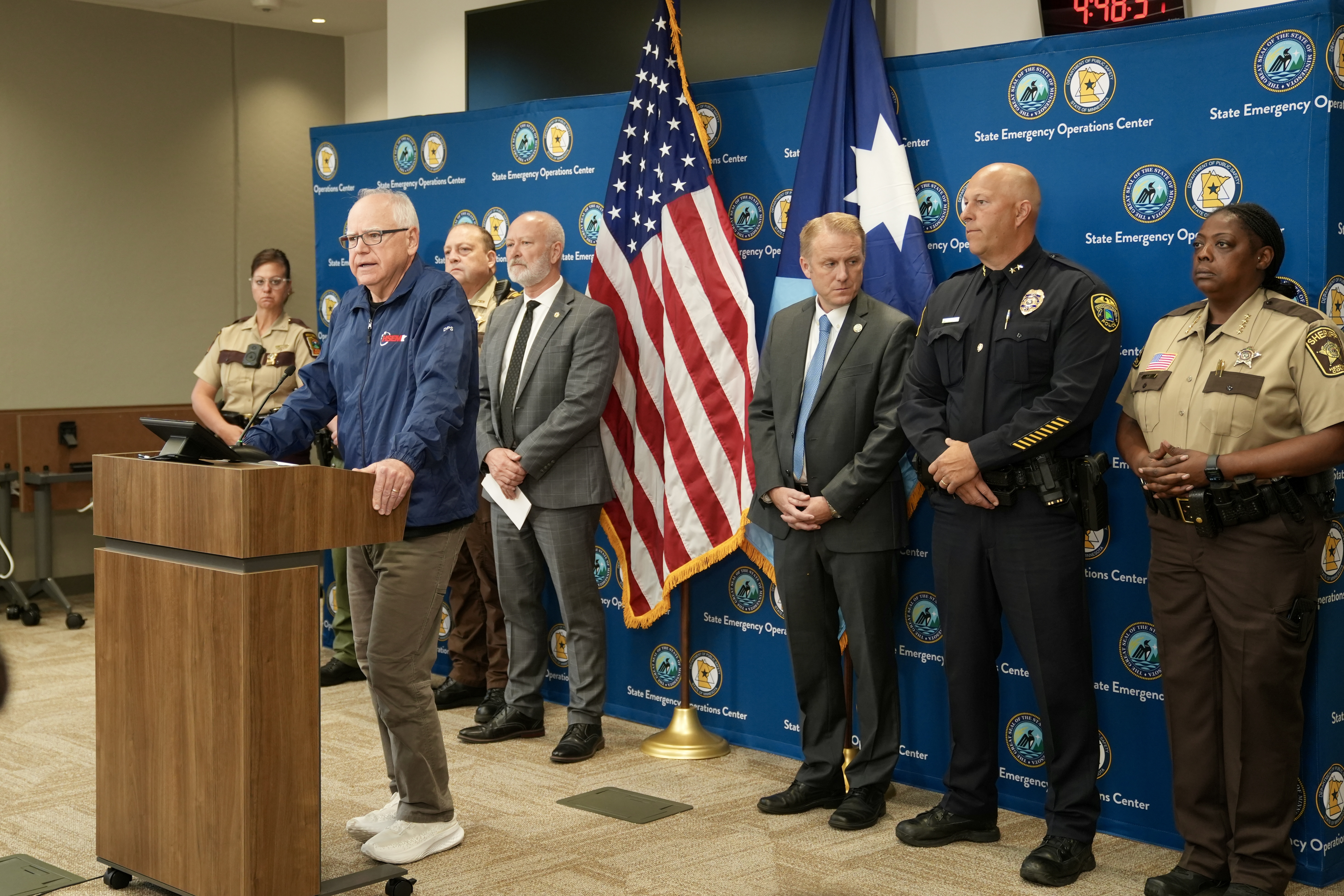
총격 사건 직후 언론 브리핑에서 안전 브리핑을 하는 팀 월즈

법 집행 기관과의 기자 회견에서 팀 월즈 미네소타 주지사는 호트먼을 "우아함, 연민, 유머, 그리고 봉사 정신으로 미네소타 주민들을 섬긴 사람"이라고 묘사하며 이번 총격 사건을 "정치적 폭력의 표적 행위"라고 불렀다. 호트먼을 알았던 미네소타주 상원의원 에이미 클로버샤는 "마음이 찢어지고 경악스럽다"고 말하며 동기로 "낙태라는 일관된 선"이 있다고 언급했다.
미국 하원에서 미네소타주 제6선거구를 대표하는 톰 엠머는 명백한 정치적 폭력 행위를 비난했다. 민주당 전국위원회 의장이자 전 미네소타 민주농민노동당 의장이었던 켄 마틴은 이번 총격 사건이 미국에서 "극단주의와 정치적 폭력"을 나타낸다고 말했다. 미네소타 상원의 소수당 원내대표인 마크 존슨은 상원 공화당원들을 대표하여 "이 뻔뻔스러운 폭력 행위"를 비난했다. 리사 데머스 미네소타 하원 의장은 "충격과 공포"를 표하며 피해자와 법 집행 기관에 기도를 보냈다.

### 전국

#### 트럼프 행정부
도널드 트럼프 대통령은 법무부와 연방수사국이 총격 사건을 조사하고 있다고 말하며 "이 끔찍한 폭력은 용납되지 않을 것"이라고 밝혔다. 미국의 법무부 장관 팸 본디는 "법의 최대한 범위 내에서 기소될 것"이라고 말했다. FBI 부국장 댄 봉기노는 "FBI는 미네소타 현지에서 전적으로 참여하고 있으며, 지역 및 주 파트너들과 협력하고 있다"고 발표했다. 팀 월즈 주지사는 미국의 부통령 JD 밴스에게 "지속적인 협력에 대한 감사"를 표했다.

#### 미국 의회
미국 하원의장 마이크 존슨은 이번 총격 사건을 "끔찍한 정치적 폭력"이라며 "모든 지도자는 이를 명백히 비난해야 한다"고 말했다. 상원 소수당 원내대표 척 슈머는 이번 공격을 비난했다. 미네소타주 상원의원 에이미 클로버샤는 이번 총격 사건을 정치적 폭력의 표적 행위이자 미국 민주주의에 대한 공격이라고 불렀다. 2011년 암살 시도의 대상이었던 전 미국 하원의원 개브리엘 기퍼즈는 이번 공격에 "경악하고 마음이 찢어졌다"고 말했다. 남편이 2022년 정치적 동기 부여를 받은 주택 침입 사건으로 부상을 입었던 미국 하원의원 및 전 하원의장 낸시 펠로시는 "우리나라의 정치적 폭력의 혐오스러운 발현"을 비난했다. 공격 다음 날, 하원 소수당 원내대표 하킴 제프리스는 "이것은 지난 몇 년 동안 일어난 많은 사건들 중 또 다른 경종이 되어야 한다. 물론 1월 6일에 발생한 의사당 폭력 사태를 포함해서 말이다."라고 말했다.
유타주 상원의원 마이크 리는 가면을 쓴 용의자의 CCTV 사진을 자신의 개인 트위터 계정에 "이것이 마르크스주의자들이 뜻대로 되지 않을 때 일어나는 일이다"라는 캡션과 함께 올렸고, 별도의 메시지에는 "월츠가에 드리운 악몽"이라고 덧붙여 비난과 사임 요구를 불러일으켰다. 그는 몇 시간 후 자신의 상원 공식 트위터 계정에 "이러한 증오에 찬 공격은 유타, 미네소타, 또는 미국 어디에서도 설 자리가 없다. 이 무의미한 폭력을 비난하고 희생자와 그 가족을 위해 기도하는 데 동참해 주십시오."라고 트윗했다. 모레노 상원의원도 트위터를 이용해 총격범이 극좌 극단주의자라고 주장했다.

#### 주지사
두 달 전 자택이 화염병 공격을 당했던 펜실베이니아 주지사 조시 샤피로는 총격 사건으로 고통받고 있다고 말했다.

## 같이 보기
- 미국 암살된 정치인 목록
- 미국의 정치 양극화